# John Walker (athlétisme)
Pour les articles homonymes, voir Walker et John Walker (homonymie).
John George Walker (né le 12 janvier 1952 à Papakura) est un coureur de demi-fond de Nouvelle-Zélande.

## Parcours

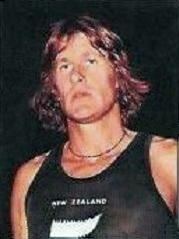
John Walker en 1976.

Walker remporta le titre olympique du 1 500 m en 1976 à Montréal. Il accomplit son meilleur temps sur cette épreuve, le 30 juillet 1975 lors du meeting d'Oslo, en 3 min 32 s 4, soit à 2 dixièmes du record du monde détenu alors depuis 1974 par Filbert Bayi.
Walker abaissa le temps du record du monde du mile (1 609,34 m) à 3 min 49 s à Göteborg le 12 août 1975, battant ainsi le précédent record détenu par Filbert Bayi. Ce fut le premier temps en dessous des 3 min 50 s. 
Le record tint jusqu'au 17 juillet 1979, lorsqu'il fut battu par Sebastian Coe.
Walker battit également le record du monde du 2 000 m, en 4 min 51 s 4 à Oslo le 30 juin 1976, améliorant ainsi de presque 5 secondes le précédent record de Michel Jazy. Steve Cram ne battit ce record en 4 min 51 s 39 que le 4 août 1985 à Budapest.
L'athlète fut invité en juillet 1974 à participer aux championnats de France qui se déroulèrent à Nice ; il gagna l'épreuve du 1 500 m devant Marcel Philippe, ce dernier conservant alors son titre acquis en 1973 à Colombes.
Il est en outre élu « champion des champions mondiaux » du journal français L’Équipe en 1975.
Il est porte-drapeau de la Nouvelle-Zélande aux Jeux olympiques de Los Angeles en 1984.
En 1996, Walker annonça qu'il était atteint de la maladie de Parkinson.
Walker fut anobli Knight Companion de l'Ordre du Mérite de Nouvelle-Zélande par la Reine Élisabeth en 2009.

## Palmarès
| Année | Compétition          | Lieu         | Place | Épreuve |
| ----- | -------------------- | ------------ | ----- | ------- |
| 1974  | Jeux du Commonwealth | Christchurch | 2e    | 1 500 m |
| 1974  | Jeux du Commonwealth | Christchurch | 3e    | 800 m   |
| 1976  | Jeux olympiques      | Montréal     | 1er   | 1 500 m |
| 1982  | Jeux du Commonwealth | Brisbane     | 2e    | 1 500 m |